# Venâncio Gomes da Silva
Venâncio Gomes da Silva († 15. Juni 1980 in Remexio, Osttimor), Kampfname Mau Seran, war ein osttimoresischer Politiker und Freiheitsaktivist.
Silva gehörte zu den radikalen Studenten aus dem Casa dos Timores. 1974 kehrte er, nach beendetem Agrarstudium, nach Timor zurück und wurde  Mitglied des Zentralkomitees der FRETILIN (CCF).
Im Dezember 1975 wurde Silva von den indonesischen Invasoren festgenommen und kam in das Gefängnis Comarca. 1979 kam er frei und lebte in Dili, nahe dem Markt von Comoro. Am 10. Juni 1980 griffen FALINTIL-Einheiten Ziele in Dili an. Die Indonesier reagierten mit Vergeltungsmaßnahmen. Silva wurde am 15. Juni von einem APODETI-Mitglied aus seinem Haus geholt und zur Militärdistriktkommandatur (Kodim) Dili gebracht. Er war einer von etwa 600 Festgenommenen. Am Abend flog man Silva mit einem Hubschrauber nach Remexio, wo er erschossen wurde. Sein Körper wurde auf den Boden gelegt und von Hunden gefressen.
Posthum wurde Silva 2006 der Ordem de Dom Boaventura verliehen.